# Kasuga (incrociatore)
Il Kasuga (春日 装甲巡洋艦, Kasuga Sōkōjunyōkan) è stata una nave della Marina imperiale giapponese progettata dalla Ansaldo di Genova. Fu nominata così in onore di una montagna sacra nella Prefettura di Nara. La nave, costruita sul modello tipologico della classe Garibaldi, è stata ideata per poter unire le caratteristiche di una corazzata e di un incrociatore in modo da risultare estremamente versatile nelle operazioni di battaglia e poter ricoprire diversi ruoli strategici.
La Kasuga ebbe una nave sorella, la IJN Nisshin, che differiva parzialmente per l'armamento principale: a prua, anziché una torre singola con cannone da 254/40 mm come sul Kasuga, era presente una torre binata da 203/45 mm uguale a quella installata a poppa.